# La diez minor
La diez minor este o gamă muzicală minoră bazată pe La♯, formată din notele La♯, Si♯, Do♯, Re♯, Mi♯, Fa♯ și Sol♯. Armura sa are 7 diezi.
Gama sa majoră relativă este Do diez major (sau enarmonic Re bemol major). Gama sa majoră paralelă, La diez major, este de obicei înlocuită de Si bemol major, deoarece cei trei diezi dubli ale La diez major o fac impracticabilă în utilizare. Echivalentul enarmonic al La diez minor este Si bemol minor, care conține doar 5 bemoli și este adesea preferată.
Gama naturală La diez minor este:

## Acorduri de grad de scară
Acordurile gradului de gamă din La diez minor sunt:
- Tonic – La♯ minor
- Supertonic – Si diminuat
- Mediant – Do♯ major
- Subdominant – Re♯ minor
- Dominant – Fa minor
- Submediant – Fa♯ major
- Subtonic – Sol♯ major

## Muzică clasică în această cheie
În cele 30 de preludii și exerciții în toate tonalitățile majore și minore ale lui Christian Heinrich Rinck, Op. 67, al 16-lea preludiu și exercițiu și lucrarea lui Max Reger, Despre teoria modulației, de la pp. 46-50, sunt în La diez minor. În Preludiul și fuga în Do diez major, BWV 848, de Bach, o scurtă secțiune de la începutul piesei se modulează în La diez minor.